# Tanala
Els tanala són un grup ètnic malgaix que viu en una regió interior boscosa del sud-est de Madagascar, a prop de Manakara. El seu nom significa «gent del bosc» i s'identifiquen amb un d'entre dos subgrups: el grup ikongo meridional, que va aconseguir mantenir-se independent enfront del creixent regne d'Imerina el segle xix, o el grup menabe del nord, que es va sotmetre al domini dels merina. Els dos grups tenen el seu origen en un noble avantpassat anomenat Ralambo, que es creu era d'ascendència àrab. Històricament eren coneguts per ser grans guerrers, havent liderat una reeixida conquesta del poble veí antemuru el segle xviii. També tenen fama de tenir un talent particular per l'endevinació mitjançant la lectura de llavors o l'astrologia.
L'estructura social dels tanala es caracteritza per una harmoniosa interrelació entre els nobles del poble tanala que van emigrar a la selva on es van assentar, i els caps plebeus de les persones que ja hi vivien. Aquesta relació es reforça tradicionalment a través del matrimoni entre els grups i dels rols particulars que se li donen a cada un en el govern de la comunitat. Els tanala parlen un dialecte de la llengua malgaix i s'adhereixen a nombroses costums i supersticions (fady), com la prohibició de visitar a un noble quan està malalt, o tancar la porta de la casa a l'hora de dinar per evitar que altres vegin com es menja. Els seus principals mitjans de subsistència són el cultiu del cafè i l'arròs.

## Societat
La societat dels tanala històricament es troba dividida en nobles, gent lliure i esclaus. Tot i que els nobles tanala (mpanjaka) governaven als plebeus, eren assistits per un conseller (anakandriana) que era plebeu, i consultaven a la gent gran (zoky olo). A més, els membres de les comunitats tanala, independentment de la seva classe, consultaven als ombiasy (savis) de la tribu dels antemuru que exercien com endevins, posseïdors de coneixements arcans i consellers de la classe noble de tota l'illa. Els reis i els seus fills gaudien de certs privilegis; només un rei podia portar un para-sol vermell (una marca de noblesa) i seure en un tron fet de diverses estores teixides enrotllades juntes. Només a ell i als seus fills se'ls permetia portar braçalets de plata al voltant dels canells i turmells, i collarets de plata, i que només es feien servir els dies de festa. Quan un noble es posava malalt, se li prohibia a tothom entrar a casa seva, i els medicaments havien de ser introduïts per un missatger. Les cases dels nobles es distingien per la col·locació de banyes de zebús o pals de fusta creuats i tallats en forma de banyes de zebú en ambdós extrems de les cúspides de la teulada. Els nobles sovint es casaven amb poderoses famílies de plebeus per tal d'establir aliances polítiques i aconseguir així una major influència i l'estabilitat i seguretat del seu territori. Després de la mort dels nobles, de vegades es guardaven relíquies (lambohamba) que es banyaven ritualment com a part d'una celebració anual que se celebrava en un lloc particular de la vall de Sandrananta.
Les estructures socials dels dos subgrups principals dels tanala presentaven petites variacions. Entre els tanala-zafirambo, la societat es dividia en la classe privilegiada (fotsy, 'blanc') i els plebeus (mainty, 'negre'). Els fotsy practicaven el cultiu d'arròs, mentre que els mainty conreaven tubercles.
Tradicionalment, els tanala se sotmetien a judici de proves per determinar la culpabilitat o innocència d'una part acusada. Això consistia normalment en obligar l'acusat a nedar d'una riba del riu a l'altra i viceversa; si era atacat per un cocodril era considerat culpable. Si era declarat innocent, l'acusador era obligat a pagar una multa de quatre zebús, dos dels quals es lliuren a l'acusat i els altres dos es lliuren al rei i al seu assessor.